# Клитемнестра
Клитемне́стра (др.-греч. Κλυταιμνήστρα, встречается написание Клитеместра, Κλυταιμήστρα) — дочь Леды и Тиндарея, супруга Агамемнона. Упомянута в «Илиаде» (I 113) и «Одиссее».

## Сюжет в мифологии
В древнегреческой мифологии дочь спартанского царя Тиндарея и Леды (по версии, вторая), сестра Елены и Диоскуров. По одной из версий, первоначально была женой Тантала (убитого Агамемноном вместе с их ребёнком). Выдана замуж за микенского  царя Агамемнона, возглавившего греческое войско в походе на Трою.
В отсутствие Агамемнона Клитемнестра, побуждённая Навплием, изменила ему с его двоюродным братом Эгисфом, и по возвращении мужа убила его и его любовницу Кассандру.
Впоследствии Клитемнестра вместе с Эгисфом была убита собственным сыном Орестом, отомстившим ей за гибель отца. В ночь перед смертью ей приснилось, что змей ползёт к ней и кусает её в темя. По Эсхилу, ей снилось, что она родила змея, который укусил её за грудь. По другой версии, ей приснилось, что царский посох Агамемнона пророс и превратился в дерево.
Была похоронена в стороне от городской стены Микен.
Как отмечает Бетти Редис, Гомер «милосердно» описывает Клитемнестру — как слабую женщину, сбившуюся с пути.

## Дети
- Орест, Ифигения, Электра, Хрисофемида — от Агамемнона.
- Эригона, Алет — от Эгисфа.

## Образ Клитемнестры в искусстве
Действующее лицо трагедий Эсхила «Агамемнон» и «Хоэфоры» (её тень также появляется в трагедии «Эвмениды»); трагедий Софокла «Ифигения» (фр. 305—308 Радт), «Клитеместра» (фр. 334 Радт), «Электра»; Еврипида «Ифигения в Авлиде» и «Электра»; Полемея «Клитеместра», трагедии Пакувия «Дулорест», Акция «Клитеместра», Сенеки «Агамемнон», Расина «Ифигения», Сартра («Мухи»).
В 1895 году была поставлена опера С. И. Танеева «Орестея» на либретто А. Венкстерна по трагедии Эсхила.
В 1909 году состоялась премьера оперы Рихарда Штрауса «Электра», где одним из главных действующих лиц является Клитемнестра.
В XX веке стихотворение в прозе «Клитемнестра, или Преступление» принадлежит Маргерит Юрсенар. В 1958 году Марта Грэм поставила балет «Клитемнестра», в 1967 году первую оперу на языке африкаанс «Клитемнестра» написал южноафриканский композитор Кромвелл Эверсон.
В честь Клитемнестры назван астероид (179) Клитемнестра, открытый в 1877 году.
Клитемнестра появлялась в фильмах, например в мини-сериале «Елена Троянская».

## Комментарии
1. ↑  Написание «Клитеместра» является более правильным, чем распространённая форма «Клитемнестра». Оно подтверждается надписями на античных вазах и в древней италийской транскрипции, а также сопоставлением с корнями, которые греки находили в этом имени… [Имя] «Клитеместра» [понималось как] «широко известная своим замыслом»[4] (прим. 28).